# Virgen del Campo (Valdecañas de Cerrato)

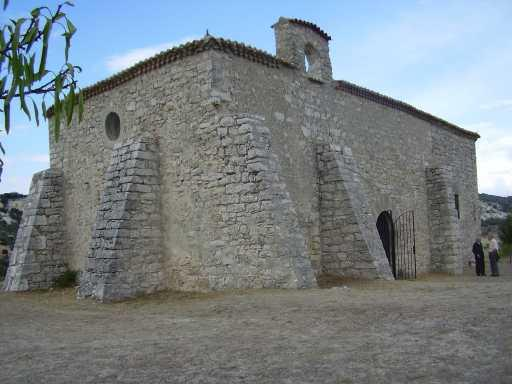
Ermita de la Virgen del Campo, en Valdecañas de Cerrato.

La Virgen del Campo es una advocación de la Virgen María venerada en la localidad de Valdecañas de Cerrato (Palencia), en la comunidad autónoma de Castilla y León.
Se trata de una imagen sedente, haciendo trono a su hijo Jesucristo que está en actitud de majestad, bendiciendo al mundo. Todo el conjunto está policromado con colores rojos, azules y dorados. Fechada entre los siglos XII o XIV de estilo románico en transición al gótico.
A las afueras del municipio, a unos 500 m al sur, en un altozano se localiza una ermita de aspecto exterior muy "armado", construida en el siglo XVI, y dedicada a la patrona de la localidad. En ella se destaca un retablo barroco, con una imagen de la Virgen con el Niño, del siglo XIII. 
Cuenta en su interior con un escudo esculpido en piedra, según parece perteneciente a la familia Tevar, impulsora de la Obra Pía de Tevar, coronando la entrada a una pequeña capilla, que muestra un retablo con la Virgen de la Inmaculada. En otro hueco hay una urna de cristal con un Cristo yacente.
Alrededor de la ermita existe una necrópolis de la época de repoblación, con varias tumbas del siglo XI.
Aunque la importancia artística del edificio sea menor exteriormente, su visita es interesante, no solo por las joyas escultóricas que encierra en su interior, sino también por el acogedor entorno que la rodea y sus magníficas vistas.

## Tradiciones
Es tradición danzar a la Virgen a la salida de la misa mayor, el día de su fiesta, la Función, que así ha sido desde siempre denominada, al son de la dulzaina y el tambor. Es costumbre también lanzar cohetes artificiales y últimamente a estas tradiciones se ha unido una popular caramelada.
Se bailan jotas típicas, a veces bailadas hacia atrás, que las hace más difíciles.